# Ostrya chisosensis
Ostrya chisosensis ist ein kleiner Baum aus der Gattung der Hopfenbuchen (Ostrya). Das natürliche Verbreitungsgebiet der Art liegt in Texas in den Vereinigten Staaten. Nach R. Govaerts ist die Art aber ein Synonym von Ostrya knowltonii Coville.

## Beschreibung
Ostrya chisosensis ist ein bis zu 12 Meter hoher Baum mit offener und zylindrischer Krone. Die Rinde ist graubraun und in vertikalen Streifen zerrissen. Die Zweige sind spärlich bis locker, jedoch nicht drüsig behaart. Die Laubblätter haben einen behaarten bis kahlen, nicht drüsig behaarten Stiel. Die Blattspreite ist 3,5 bis 5 Zentimeter lang und 2 bis 3  Zentimeter breit, breit-elliptisch bis elliptisch-lanzettlich, mit spitzer oder stumpfer Spitze, schmal gerundeter bis herzförmiger oder keilförmiger Basis und fein doppelt gesägtem Blattrand. Die Blattunterseite ist spärlich behaart, besonders entlang den Blattadern.
Die männlichen Blütenstände sind 3 bis 4 Zentimeter lange, die weiblichen 0,8 bis 1,5 Zentimeter lange Kätzchen. Die Fruchtstände sind 2 bis 4 Zentimeter lang und haben Durchmesser von 1,5 bis 2,5 Zentimeter. Die Tragblätter sind 1 bis 1,8 Zentimeter lang und 0,5 bis 1 Zentimeter breit. Ostrya chisosensis blüht im Spätfrühling.

## Vorkommen
Das natürliche Verbreitungsgebiet der Art liegt in Texas in den Vereinigten Staaten. Man findet sie endemisch nur im Big-Bend-Nationalpark. Ostrya chisosensis wächst entlang von Flussläufen und auf feuchten Hängen in Höhen von 1500 bis 2300 Metern.

## Systematik
Ostrya chisosensis ist eine Art aus der Gattung der Hopfenbuchen (Ostrya). Diese wird in der Familie der Birkengewächse (Betulaceae), der Unterfamilie der Haselnussgewächse (Coryloideae) zugeordnet. Die Art wurde 1965 von Donovan Stewart Correll erstmals wissenschaftlich beschrieben. Der Gattungsname Ostrya  stammt aus dem Lateinischen und wurde schon von den Römern für die Hopfenbuche verwendet.

## Nachweise